# Atemporal (álbum de Catedral)
Atemporal é o décimo quarto álbum de estúdio e décimo oitavo trabalho musical da banda Catedral, lançado em 2006 pela gravadora New Music com distribuição da Line Records, e com a produção do renomado produtor musical Carlos Trilha.  A obra faz uma retrospectiva dos sucessos antigos do Catedral gravados em sua maioria pela MK Music que pararam de serem comercializados, presentes em álbuns como O Sentido, Eterno e A Revolução. Há ainda quatro faixas inéditas e uma regravação da música A dois passos do paraíso, que fez parte do repertório da novela da Rede Record Prova de Amor. A obra vendeu mais de quarenta mil cópias no Brasil.

## Faixas
1. "Atemporal"
2. "No Meu País"
3. "Simplesmente"
4. "Quem Sabe"
5. "Terceiro Mundo"
6. "Cidade"
7. "Um Novo Tempo"
8. "Somos Todos Iguais"
9. "Teu Amor"
10. "Eterno"
11. "Em Outro País"
12. "Quando o Verão Chegar"
13. "Onde Está Seu Coração?"
14. "Chegou a Hora de Dizer a Verdade"
15. "A Dois Passos do Paraíso"

## Ficha técnica
- Kim: Voz e guitarra base
- Júlio Cesar: Baixo
- Guilherme Morgado: Bateria
- Cezar Motta: Guitarra nas faixas:"Cidade", "Em outro país" e "Chegou a Hora de Dizer a Verdade"

Músicos Convidados
- Eduardo Lissi: Guitarras e Violões
- Carlos Trilha: Teclados, Percussões e guitarras adicionais na faixa "A Dois Passos do Paraíso"